# Кольцов, Владимир Васильевич
Владимир Васильевич Кольцов (род. 5 марта 1958, Москва) — советский и российский хоккеист, защитник. Тренер.

## Биография
Воспитанник московского «Спартака», первый тренер Евгений Майоров. Бронзовый призёр чемпионата СССР среди молодежных команд (1976/77). В первенстве СССР дебютировал во время прохождения армейской службы, выступая за команду первой лиги СКА МВО (1977/78 — 1978/79). Следующие два сезона играл в первой лиге за воронежский «Буран». Выступал в высшей лиге за «Химик» Воскресенск (1982/83 — 1986/87) и «Торпедо» Ярославль (1987/88 — 1989/90). Играл в низших лигах за «Кассель» (Германия, 1990/91), «Вятич» Рязань (1991/92), «Марс» (Тверь, 1992/93) «Худиксвалль» (Швеция, 1993/94).
В первой половине 1990-х работал тренером в тверских командах, затем переехал в Москву. Вернувшись в Тверь, был главным тренером (2006—2013) и тренером 2013—2017) в ТХК, тренером (2017—2018) и главным тренером (2017—2018) команды «Тверичи» / «Тверичи-СШОР». С 2020 года — юношеский тренер в клубе «Тверичи».